# Jelena Aržakova
Jelena Vladimirovna Aržakova (rusko Елена Владимировна Аржакова), ruska atletinja, * 8. september 1989, Barnaul, Sovjetska zveza.
Nastopila je na olimpijskih igrah leta 2012 v teku na 1500 m, uvrstila se je v finale, toda zaradi dopinga so jo diskvalificirali, brisali so ji tudi naslov evropske prvakinje leta 2012. Na evropskih dvoranskih prvenstvih je v isti disciplini osvojila naslov prvakinje leta 2011. 